# Monachil
Monachil là một đô thị ở tỉnh Granada, cộng đồng tự trị Andalusia, Tây Ban Nha. Theo điều tra dân số 2010 của Viện thống kê Tây Ban Nha (INE), đô thị này có dân số là 7294 người. Diện tích đô thị này là 90,13 ki-lô-mét vuông. Đô thị này nằm ở độ cao 792 m trên mực nước biển. Các đô thị giáp ranh: Huétor Vega, Cenes de la Vega, Pinos Genil, Güéjar Sierra, Dílar, La Zubia và Cájar.